# Ганлин
Ганлин (в другом варианте русской транскрипции: канглинг, тиб. རྐང་གླིང།, транслитерация Вайли: rkang-gling) — ритуальная тибетская флейта. Изготавливался обычно из бедренной или большеберцовой кости человека, зачастую оправляемой в металл; либо (реже) полностью из металла. Название составлено из слов «бедренная кость» и «флейта». Ганлин используется при совершении обряда чод вместе с барабаном, изготовленным из двух черепов.
Наиболее подходящие для изготовления ганлина кости, в порядке от лучших к худшим: девочек-подростков из брахманских семей; мальчиков подросткового возраста того же происхождения; преступников; людей, умерших насильственной смертью; погибших от инфекционной болезни. У кости срезают верх, с тонкого конца на ней делают мундштук, с толстого высверливают два отверстия. Считается, что ганлины из костей не подходят для наиболее высокопоставленных лам, которые играют на металлических.
Обычно ганлины играют па́рами. Звук ганлина, по легенде, отпугивает злых духов и угождает гневливым богам. Стандартной музыкальной нотации для ганлина нет, в ритуальных текстах его игру изображают звукоподражанием kyu-ru-ru.